# 색시몽
색시몽은 OCN Movies에서 방영되었던 드라마인데 이야기 전개에 있어서 섹시 코드를 과하게 앞세운 탓에 한국여성민우회가 선정한 '나쁜 프로그램'이라는 불명예를 안기도 했다.

## 기획의도
보는 것만으로도 남자들에게 아찔한 신체반응을 일으키는 8등신 미녀삼총사 탐정단의 이야기를 그린 드라마

## 제작진
- 감독 : 정초신

## 출연진
- 김지우 : 권동은 역
- 강은비 : 강한나 역
- 서영 : 오선정 역
- 독고준 : 왕수철 역
- 김태훈 : 윤재이 역
- 정예리
- 김선영

1. ↑  박정민 (2010년 12월 18일). “[케이블 드라마] '동상이몽'부터 '야차'까지”. TV리포트. 2024년 9월 30일에 확인함.